# Gamla Barga
Gamla Barga är ett mongoliskt baner som lyder under förbundet Hulunbuir i den autonoma regionen Inre Mongoliet i nordöstra Kina.